# Herzegovina-Neretva
Herzegovina-Neretva é um dos dez cantões da Bósnia e Herzegovina. Nele estão localizados o vale do rio Neretva e a parte oeste de Mostar, seu centro administrativo.

## Municipalidades
O cantão é dividido em municípios como: Čapljina, Čitluk, Jablanica, Konjic, Mostar, Neum, Rama, Ravno e Stolac.